# Comitato Olimpico di Grenada
Il Comitato Olimpico di Grenada (noto anche come Grenada Olympic Committee in inglese) è un'organizzazione sportiva grenadiana, nata nel 1984 a St. George's, Grenada.
Rappresenta questa nazione presso il Comitato Olimpico Internazionale (CIO) dal 1984 ed ha lo scopo di curare l'organizzazione ed il potenziamento dello sport in Grenada e, in particolare, la preparazione degli atleti grenadiani, per consentire loro la partecipazione ai Giochi olimpici. L'associazione è, inoltre, membro dell'Organizzazione Sportiva Panamericana.
L'attuale presidente dell'organizzazione è Royston La Hee, mentre la carica di segretario generale è occupata da Veda Bruno-Victor.